# SN 2003hc
SN 2003hc – supernowa typu II odkryta 7 sierpnia 2003 roku w galaktyce M+06-06-49. W momencie odkrycia miała maksymalną jasność 18,10m.